# Giro dei Paesi Baschi 2008
Il Giro dei Paesi Baschi 2008, quarantottesima edizione della corsa e valevole come terza prova del circuito UCI ProTour 2008, si svolse in sei tappe dal 7 al 12 aprile 2008, per un percorso totale di 838 km. Fu vinta dallo spagnolo Alberto Contador, che terminò la gara in 21h03'59".

## Tappe
| Tappa  | Data      | Percorso                 | km  | Vincitore di tappa | Leader cl. generale |
| ------ | --------- | ------------------------ | --- | ------------------ | ------------------- |
| 1ª     | 7 aprile  | Legazpi > Legazpi        | 137 | Alberto Contador   | Alberto Contador    |
| 2ª     | 8 aprile  | Legazpi > Erandio        | 153 | Kim Kirchen        | Alberto Contador    |
| 3ª     | 9 aprile  | Erandio > Viana          | 195 | David Herrero      | Alberto Contador    |
| 4ª     | 10 aprile | Viana > Vitoria Gasteiz  | 171 | Kim Kirchen        | Alberto Contador    |
| 5ª     | 11 aprile | Vitoria Gasteiz > Orio   | 162 | Damiano Cunego     | Alberto Contador    |
| 6ª     | 12 aprile | Orio (cron. individuale) | 20  | Alberto Contador   | Alberto Contador    |
| Totale | Totale    | Totale                   | 812 |                    |                     |

## Squadre partecipanti
| N.    | Cod. | Squadra             |
| ----- | ---- | ------------------- |
| 1-8   | SDV  | Saunier Duval-Scott |
| 11-18 | FDJ  | Française des Jeux  |
| 21-28 | GCE  | Caisse d'Epargne    |
| 31-38 | LIQ  | Liquigas            |
| 41-48 | EUS  | Euskaltel-Euskadi   |
| 51-58 | SIL  | Silence-Lotto       |
| 61-68 | COF  | Cofidis             |
| 71-78 | ALM  | AG2R La Mondiale    |
| 81-88 | AST  | Astana Team         |
| 91-98 | QST  | Quick Step          |

| N.      | Cod. | Squadra            |
| ------- | ---- | ------------------ |
| 101-108 | THR  | Team High Road     |
| 111-118 | CSC  | Team CSC-Saxo Bank |
| 121-128 | RAB  | Rabobank           |
| 131-138 | C.A  | Crédit Agricole    |
| 141-148 | MRM  | Team Milram        |
| 151-158 | LAM  | Lampre-N.G.C.      |
| 161-168 | GST  | Team Gerolsteiner  |
| 171-178 | BTL  | Bouygues Télécom   |
| 181-187 | KGZ  | Karpin Galicia     |

## Dettagli delle tappe

### 1ª tappa
- 7 aprile: Legazpi > Legazpi – 137 km

Risultati
| Pos. | Corridore         | Squadra        | Tempo    |
| ---- | ----------------- | -------------- | -------- |
| 1    | Alberto Contador  | Astana         | 3h39'22" |
| 2    | Ezequiel Mosquera | Karpin-Galicia | a 3"     |
| 3    | David Herrero     | Karpin-Galicia | a 8"     |

| Pos. | Corridore         | Squadra        | Tempo    |
| ---- | ----------------- | -------------- | -------- |
| 1    | Alberto Contador  | Astana         | 3h39'22" |
| 2    | Ezequiel Mosquera | Karpin-Galicia | a 3"     |
| 3    | David Herrero     | Karpin-Galicia | a 8"     |

Descrizione e riassunto
La prima tappa vide una fuga a tre di Egoi Martínez (Euskaltel-Euskadi), Iban Mayoz (Karpin-Galicia) e Mickaël Buffaz (Cofidis), ridotta a solo due battistrada quando il francese perse contatto intorno a metà percorso, che si concluse del tutto ad una decina di chilometri dal traguardo. Ma ci fu soprattutto l'ennesima dimostrazione di forza di Alberto Contador (Astana), che scattò sull'ultima salita in risposta ad un attacco di Ezequiel Mosquera (Karpin-Galicia) ed in seguito accelerò nuovamente per conquistare la vittoria in solitaria davanti a Mosquera e ad un altro atleta della squadra galiziana, David Herrero.

### 2ª tappa
- 8 aprile: Legazpi > Erandio – 153 km

Risultati
| Pos. | Corridore     | Squadra        | Tempo    |
| ---- | ------------- | -------------- | -------- |
| 1    | Kim Kirchen   | High Road      | 3h40'42" |
| 2    | Paolo Bettini | Quick Step     | s.t.     |
| 3    | David Herrero | Karpin-Galicia | s.t.     |

| Pos. | Corridore         | Squadra        | Tempo    |
| ---- | ----------------- | -------------- | -------- |
| 1    | Alberto Contador  | Astana         | 7h20'04" |
| 2    | Ezequiel Mosquera | Karpin-Galicia | a 3"     |
| 3    | David Herrero     | Karpin-Galicia | a 8"     |

Descrizione e riassunto
La seconda tappa, svoltasi interamente in condizioni meteorologiche avverse, visse sul tentativo del giovane svizzero Michael Albasini (Liquigas) e degli spagnoli Joan Horrach (Caisse d'Epargne), Iñigo Landaluze (Euskaltel-Euskadi) e José Luis Arrieta (AG2R La Mondiale), che guadagnarono quasi quattro minuti, portando il basco Landaluze virtualmente in testa alla classifica generale. La reazione del gruppo, nel quale collaborano molte squadre, non si fece attendere ed Arrieta fu il primo a venire ripreso e, ad una quindicina di chilometri dall'arrivo, toccò pure agli altri due spagnoli. Albasini proseguì da solo per alcuni minuti poi fu costretto a cedere. La tappa si concluse in uno sprint di gruppo, vinto dal lussemburghese Kim Kirchen del Team High Road davanti a Paolo Bettini, con David Herrero nuovamente terzo.

### 3ª tappa
- 9 aprile: Erandio > Viana – 195 km

Risultati
| Pos. | Corridore         | Squadra        | Tempo    |
| ---- | ----------------- | -------------- | -------- |
| 1    | David Herrero     | Karpin-Galicia | 4h54'24" |
| 2    | Luis León Sánchez | C. d'Epargne   | s.t.     |
| 3    | Paolo Bettini     | Quick Step     | s.t.     |

| Pos. | Corridore         | Squadra        | Tempo     |
| ---- | ----------------- | -------------- | --------- |
| 1    | Alberto Contador  | Astana         | 12h14'28" |
| 2    | Ezequiel Mosquera | Karpin-Galicia | a 3"      |
| 3    | David Herrero     | Karpin-Galicia | a 8"      |

Descrizione e riassunto
Anche la terza tappa si svolse in buona parte sotto la pioggia. Morris Possoni (Team High Road) e Paul Martens (Rabobank) andarono all'attacco dopo circa un'ora, ma il tandem di testa, arrivato a guadagnare oltre sei minuti, con l'italiano maglia gialla virtuale, si spezzò quando il tedesco finì a terra sull'asfalto viscido e venne ripreso dal gruppo, condotto dall'Astana. Possoni continuò la sua fuga solitaria, ma anch'egli dovette arrendersi ad una quindicina di chilometri dal traguardo. Si arrivò così allo sprint di gruppo, vinto da David Herrero, primo dopo due terzi posti consecutivi. Luis Leon Sánchez (Lotto), molto attivo nel finale di tappa, e Paolo Bettini (Quick Step) si aggiudicano le posizioni d'onore. Alberto Contador, seppure caduto durante la tappa, mantenne la testa della classifica generale con tre secondi di vantaggio su Ezequiel Mosquera ed otto su Herrero ed altri corridori.

### 4ª tappa
- 10 aprile: Viana > Vitoria Gasteiz – 171 km

Risultati
| Pos. | Corridore      | Squadra        | Tempo    |
| ---- | -------------- | -------------- | -------- |
| 1    | Kim Kirchen    | High Road      | 4h17'33" |
| 2    | Morris Possoni | High Road      | s.t.     |
| 3    | David Herrero  | Karpin-Galicia | s.t.     |

| Pos. | Corridore         | Squadra        | Tempo     |
| ---- | ----------------- | -------------- | --------- |
| 1    | Alberto Contador  | Astana         | 16h32'01" |
| 2    | Ezequiel Mosquera | Karpin-Galicia | a 3"      |
| 3    | David Herrero     | Karpin-Galicia | a 8"      |

Descrizione e riassunto
Grazie al lavoro svolto dall'Astana, Alberto Contador rimase in testa alla corsa pure al termine della quarta tappa, conclusasi nella capitale dei Paesi Baschi spagnoli. I protagonisti di questa frazione furono due corridori del Team High Road, l'italiano Morris Possoni ed il lussemburghese Kim Kirchen. Il primo andò all'attacco per il secondo giorno consecutivo e, assieme ai compagni di fuga Matthew Lloyd (Silence-Lotto), Tom Stubbe (Française des Jeux), Dario Cataldo (Liquigas) ed Amets Txurruka (Euskaltel-Euskadi), guadagnò oltre tre minuti sul gruppo. I fuggitivi, ridotti a tre dopo che Cataldo (prima) e Stubbe (poi) persero contatto, sembrarono poter arrivare al traguardo, ma vennero raggiunti proprio sulla linea d'arrivo. Possoni si piazzò secondo dopo essere stato in fuga praticamente per tutta la tappa ed a negargli la vittoria fu proprio il compagno di squadra Kirchen.

### 5ª tappa
- 11 aprile: Vitoria Gasteiz > Orio – 162 km

Risultati
| Pos. | Corridore        | Squadra  | Tempo    |
| ---- | ---------------- | -------- | -------- |
| 1    | Damiano Cunego   | Lampre   | 4h02'48" |
| 2    | Alberto Contador | Astana   | s.t.     |
| SQ   | Thomas Dekker    | Rabobank | s.t.     |

| Pos. | Corridore        | Squadra   | Tempo     |
| ---- | ---------------- | --------- | --------- |
| 1    | Alberto Contador | Astana    | 16h32'01" |
| 2    | Damiano Cunego   | Lampre    | a 8"      |
| 3    | Kim Kirchen      | High Road | a 8"      |

Descrizione e riassunto
La quinta tappa, ennesima frazione svoltasi in un clima piovoso, vide il primo successo italiano con Damiano Cunego, che si impose precedendo in una volata a due Alberto Contador, il quale rafforzò il primato in classifica generale, davanti allo stesso Cunego di otto secondi. Entrambi scattarono nel chilometro conclusivo ed aprirono un piccolo ma decisivo varco nei confronti del gruppo di testa, ridotto ad una dozzina di elementi dopo la salita - e la relativa discesa - dell'Alto de Aria, lunga meno di due chilometri ma dalle pendenze fino quasi al venti per cento. Lì era scoppiata la bagarre, dopo un attacco di Joaquín Rodríguez (Caisse d'Epargne) cui aveva risposto Contador. Nella discesa successiva si erano aggiunti diversi atleti tra i quali Cunego. Precedentemente, i protagonisti erano stati il basco Egoi Martínez (Euksaltel-Euskadi) e l'austriaco Bernhard Kohl (Gerolsteiner), in fuga per oltre settanta chilometri e ripresi a circa venti dall'arrivo.

### 6ª tappa
- 12 aprile: Orio - Cronometro individuale – 20 km

Risultati
| Pos. | Corridore        | Squadra  | Tempo  |
| ---- | ---------------- | -------- | ------ |
| 1    | Alberto Contador | Astana   | 29'10" |
| 2    | Cadel Evans      | Silence  | a 22"  |
| SQ   | Thomas Dekker    | Rabobank | a 27"  |

| Pos. | Corridore        | Squadra  | Tempo     |
| ---- | ---------------- | -------- | --------- |
| 1    | Alberto Contador | Astana   | 21h03'59" |
| 2    | Cadel Evans      | Silence  | a 30"     |
| SQ   | Thomas Dekker    | Rabobank | a 35"     |

Descrizione e riassunto
Alberto Contador conquistò la vittoria anche nella sesta tappa, la decisiva sfida contro il tempo lunga venti chilometri attorno ad Orio. La battaglia con Cadel Evans parve già segnata dopo appena quattro chilometri, con l'iberico in vantaggio sull'australiano di oltre venti secondi. Contador amministrò il suo margine fino al traguardo, concludendo con 22" su Evans. Thomas Dekker della Rabobank finì terzo a 27", estromettendo dal podio Damiano Cunego, quarto sia nella classifica di tappa che in quella generale.

## Evoluzione delle classifiche
| Tappa              | Vincitore          | Classifica generale | Classifica a punti | Classifica scalatori | Classifica sprint | Classifica squadre  |
| ------------------ | ------------------ | ------------------- | ------------------ | -------------------- | ----------------- | ------------------- |
| 1ª                 | Alberto Contador   | Alberto Contador    | Alberto Contador   | Egoi Martínez        | Iban Mayoz        | Saunier Duval-Scott |
| 2ª                 | Kim Kirchen        | Alberto Contador    | David Herrero      | Egoi Martínez        | Iban Mayoz        | Saunier Duval-Scott |
| 3ª                 | David Herrero      | Alberto Contador    | David Herrero      | Egoi Martínez        | Iban Mayoz        | Saunier Duval-Scott |
| 4ª                 | Kim Kirchen        | Alberto Contador    | David Herrero      | Egoi Martínez        | Iban Mayoz        | Saunier Duval-Scott |
| 5ª                 | Damiano Cunego     | Alberto Contador    | David Herrero      | Egoi Martínez        | Iban Mayoz        | Silence-Lotto       |
| 6ª                 | Alberto Contador   | Alberto Contador    | Damiano Cunego     | Egoi Martínez        | Iban Mayoz        | Rabobank            |
| Classifiche finali | Classifiche finali | Alberto Contador    | Damiano Cunego     | Egoi Martínez        | Iban Mayoz        | Rabobank            |

## Classifiche finali

### Classifica generale
| Pos. | Corridore         | Squadra        | Tempo     |
| ---- | ----------------- | -------------- | --------- |
| 1    | Alberto Contador  | Astana Team    | 21h03'59" |
| 2    | Cadel Evans       | Silence        | a 30"     |
| SQ   | Thomas Dekker     | Rabobank       | a 35"     |
| 3    | Damiano Cunego    | Lampre         | a 57"     |
| 4    | Maxime Monfort    | Cofidis        | a 1'35"   |
| 5    | Mikel Astarloza   | Euskaltel      | a 1'37"   |
| 6    | Kim Kirchen       | High Road      | a 1'43"   |
| 7    | Sandy Casar       | F. des Jeux    | a 2'03"   |
| 8    | Ezequiel Mosquera | Karpin-Galicia | a 2'03"   |
| 9    | Fränk Schleck     | Team CSC       | a 2'05"   |
| 10   | Davide Rebellin   | Gerolsteiner   | a 2'15"   |

### Classifica a punti
| Pos. | Corridore        | Squadra      | Punti |
| ---- | ---------------- | ------------ | ----- |
| 1    | Damiano Cunego   | Lampre       | 79    |
| 2    | Kim Kirchen      | High Road    | 75    |
| 3    | Alberto Contador | Astana       | 70    |
| SQ   | Thomas Dekker    | Rabobank     | 32    |
| 4    | Davide Rebellin  | Gerolsteiner | 32    |

### Classifica dei traguardi volanti
| Pos. | Corridore        | Squadra        | Punti |
| ---- | ---------------- | -------------- | ----- |
| 1    | Iban Mayoz       | Karpin-Galicia | 15    |
| 2    | Morris Possoni   | High Road      | 14    |
| 3    | Egoi Martínez    | Euskaltel      | 10    |
| 4    | Michael Albasini | Liquigas       | 8     |
| 5    | Bernhard Kohl    | Gerolsteiner   | 6     |

### Classifica scalatori
| Pos. | Corridore       | Squadra      | Punti |
| ---- | --------------- | ------------ | ----- |
| 1    | Egoi Martínez   | Euskaltel    | 46    |
| 2    | Morris Possoni  | High Road    | 33    |
| 3    | Amets Txurruka  | Euskaltel    | 24    |
| 4    | Iñigo Landaluze | Euskaltel    | 22    |
| 5    | Joan Horrach    | C. d'Epargne | 17    |

### Classifica a squadre
| Pos. | Squadra             | Tempo     |
| ---- | ------------------- | --------- |
| 1    | Rabobank            | 63h19'24" |
| 2    | Silence-Lotto       | 1'12"     |
| 3    | Karpin-Galicia      | 2'27"     |
| 4    | Saunier Duval-Scott | 2'54"     |
| 5    | Team Gerolsteiner   | 3'13"     |